# 640

640(육백사십)은 639보다 크고 641보다 작은 자연수다.

## 수학
- 합성수로, 그 약수는 총 16개다. (1, 2, 4, 5, 8, 10, 16, 20, 32, 40, 64, 80, 128, 160, 320, 640)
  - 640의 진약수의 합은 890이므로, 640은 과잉수다.
- 10번째 십육각수다. 앞의 십육각수는 513, 다음은 781이다.
- {\displaystyle 640=8^{2}+24^{2}}
  - 서로 다른 두 자연수의 제곱합으로 나타낼 수 있는 수다.
- {\displaystyle 640=80\times 08}
  - {\displaystyle ab\times ba}의 꼴로 나타낼 수 있는 수열의 80번째 수다. 이 수열의 앞의 수는 7663, 다음 수는 1458이다. (OEIS의 수열 A061205)
- {\displaystyle 31^{4}-1}은 640으로 나누어떨어진다.

## 과학·기술
- NGC 640(독일어판, 프랑스어판): 고래자리 방향에 있는 나선은하.
- 640 브람빌라(영어판): 소행성.
- 마이크로소프트 루미아 640: 마이크로소프트 모바일에서 출시한 스마트폰.
- 비디오 그래픽스 어레이(VGA) 규격의 가로 방향 화소수.

## 교통
- 서울 지하철 6호선 고려대역의 역번호.

## 군사
- U-640(영어판): 제2차 세계 대전에 사용된 나치 독일의 군용 잠수함.

## 문화유산
- 대한민국의 보물 제640호: 인천안목

## 기타
- 연도: 640년, 기원전 640년
- 640년대
- 한국십진분류법에서 서예에 관한 책들이 분류되는 번호.